# من سير (مشرحات)
من سير (بالفارسية: منثیر) هي قرية تقع في إيران في قسم مشرحات الريفي. يقدر عدد سكانها بـ 19 نسمة بحسب إحصاء 2016.